# Шивон Гікін-Кенеді
Шивон Гікін-Кенеді (англ. Siobhan Heekin-Canedy, нар. 31 липня 1991, Беверлі-Гіллз, Каліфорнія, США) — українська фігуристка, що виступає в танцях на льоду, американка за національністю. Учасниця Зимових Олімпійських ігор 2014 у Сочі у парі з Дмитром Дунєм.
Народилася в США. Із 5 років займалася фігурним катанням. Із 14 років під керівництвом тренера Наталі Дубової. Із 2007 року представляла Україну із Дмитром Зизаком.